# Mesnil-Rousset
Mesnil-Rousset település Franciaországban, Eure megyében. Lakosainak száma 84 fő (2022. január 1.). Mesnil-Rousset La Haye-Saint-Sylvestre, Notre-Dame-du-Hamel és La Ferté-en-Ouche községekkel határos.

## Népesség
A település népességének változása:
| Lakosok száma | 120  | 89   | 90   | 110  | 109  | 98   | 93   | 91   | 88   | 84   |
|               | 1968 | 1982 | 1990 | 2006 | 2013 | 2015 | 2017 | 2019 | 2020 | 2022 |